# Hotton
Hotton (Waals: Houton) is een gemeente in de Belgische provincie Luxemburg. De gemeente ligt in de Calestienne en op 12 km van Marche-en-Famenne en telt ruim 5000 inwoners.

## Geschiedenis

### Oudheid en Middeleeuwen
Bij het Ti-Château, een oud kampement ten oosten van het dorp Hotton, worden er regelmatig Romeinse opgravingen gedaan. Bij de huidige begraafplaats van Hotton zijn er Merovingse graven ontdekt. Waarschijnlijk was Hotton van militair belang, aangezien het door zowel de Romeinen als de Merovingers verdedigd werd.
In een document uit 1187 wordt de plaats aangeduid als Hottine en in latere geschriften komen spellingen als Hoton en Hotoin voor. De schrijfwijze Hotton is het eerst in 1242 geattesteerd.

### Ancien régime
Tot in de 16e eeuw maakte Hotton deel uit van het leen van La Roche-en-Ardenne. Daarna maakte Hotton, tot 1791, deel uit van het graafschap Montaigu. Sindsdien is het een vrij dorp.
Op de Ferrariskaart uit de jaren 1770 is de plaats weergegeven als het gehucht Hotton, ten zuiden van het dorp Melreux. Op het eind van het ancien régime werden Hotton en Melreux gemeenten. In 1823 werd de gemeente Melreux al bij Hotton gevoegd.

### Achttiendaagse Veldtocht
In de Tweede Wereldoorlog werd tijdens de Achttiendaagse Veldtocht in de middag van 11 mei 1940 Hotton ingenomen door 5de Duitse Panzerdivision, met het doel de Maas bij Dinant over te steken. Belgische en Franse soldaten probeerden tevergeefs de stalen brug over de Ourthe te vernietigen om de Duitse opmars te vertragen.

### Ardennenoffensief
Hotton en omgeving speelden een belangrijke rol tijdens het Ardennenoffensief, toen de Duitse troepen (116 Panzer Division ('Der Windhund'), 560 Volksgrenadier Division) hier het meest westelijke punt van hun opmars bereikten. Zij werden opgehouden door onder andere 84th US Infantry Division "Railsplitters". Na het ontzetten van het nabijgelegen dorp Verdenne (24–28 december 1944) werden, de speerpunten van de Duitse aanval terug gedreven. Op het Hotton War Cemetery rusten meer dan 600 gesneuvelden uit deze oorlog.

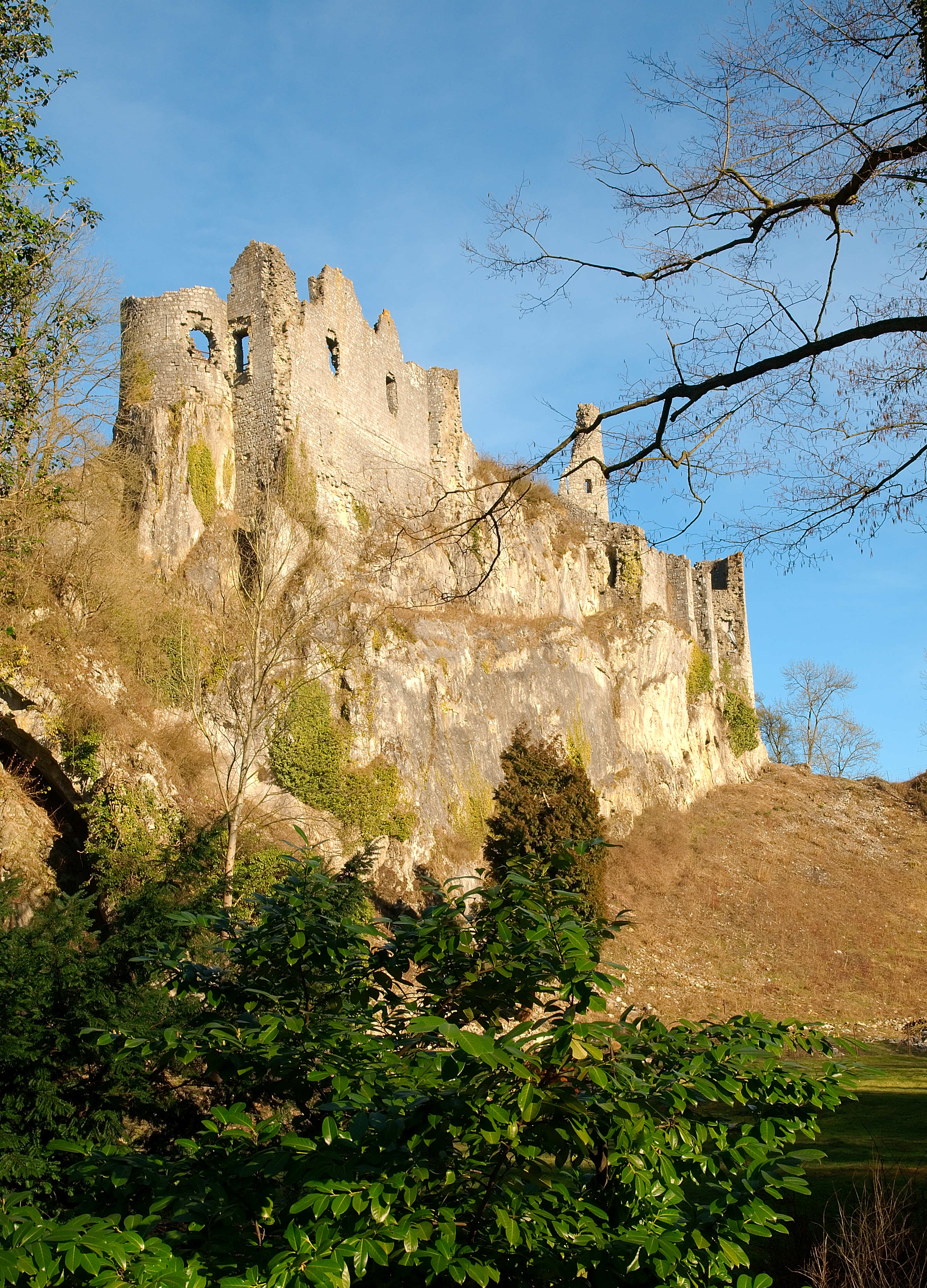
Kasteel van de graaf van Montaigu
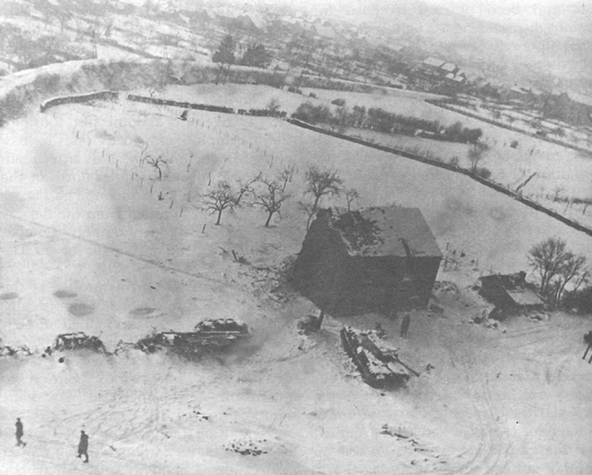
Uitgeschakelde Duitse tank 1944 Ardennenoffensief
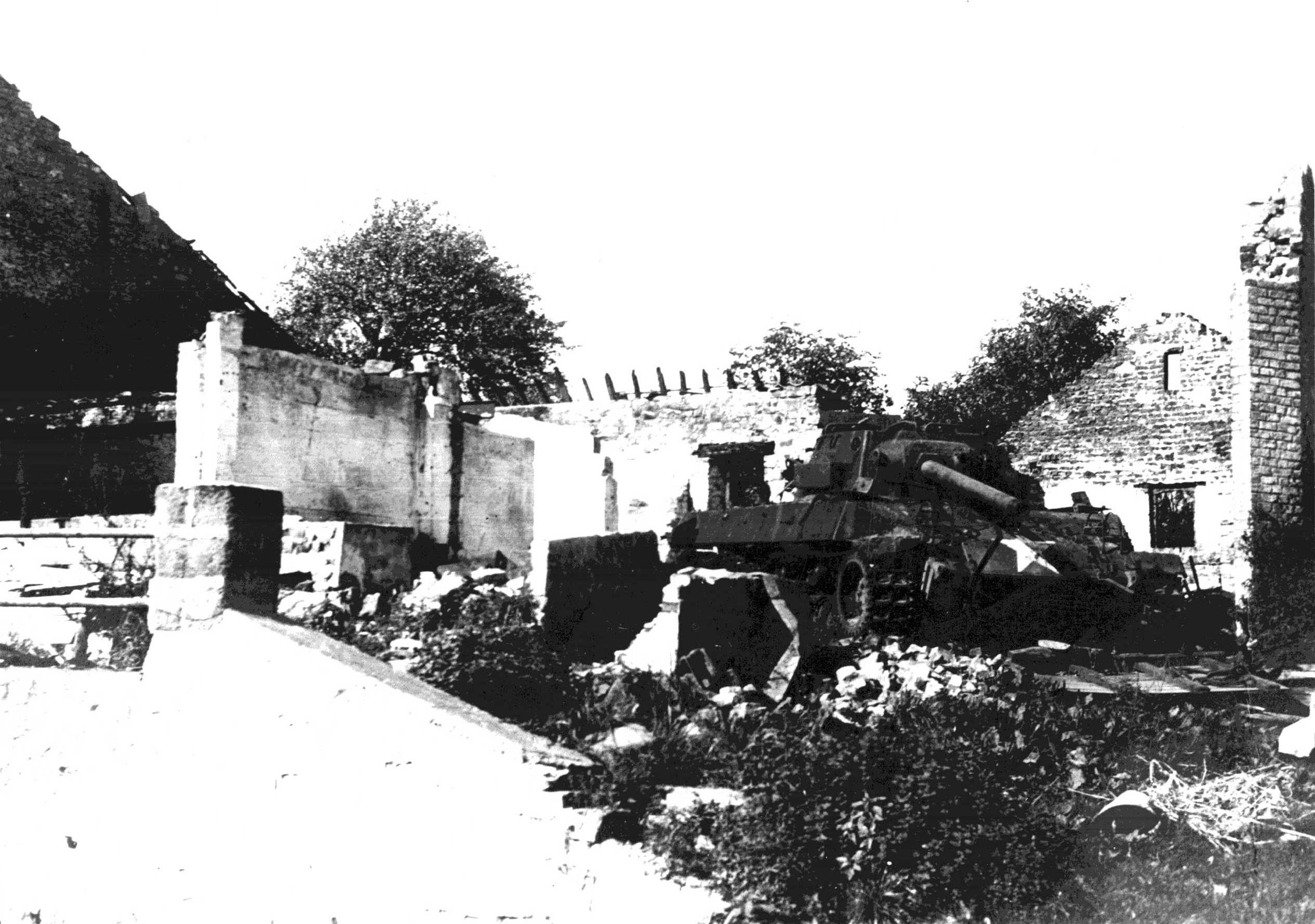
Hoeve Mottet in Marenne na doorgang van 116 Panzer Divisie 1945 Ardennenoffensief
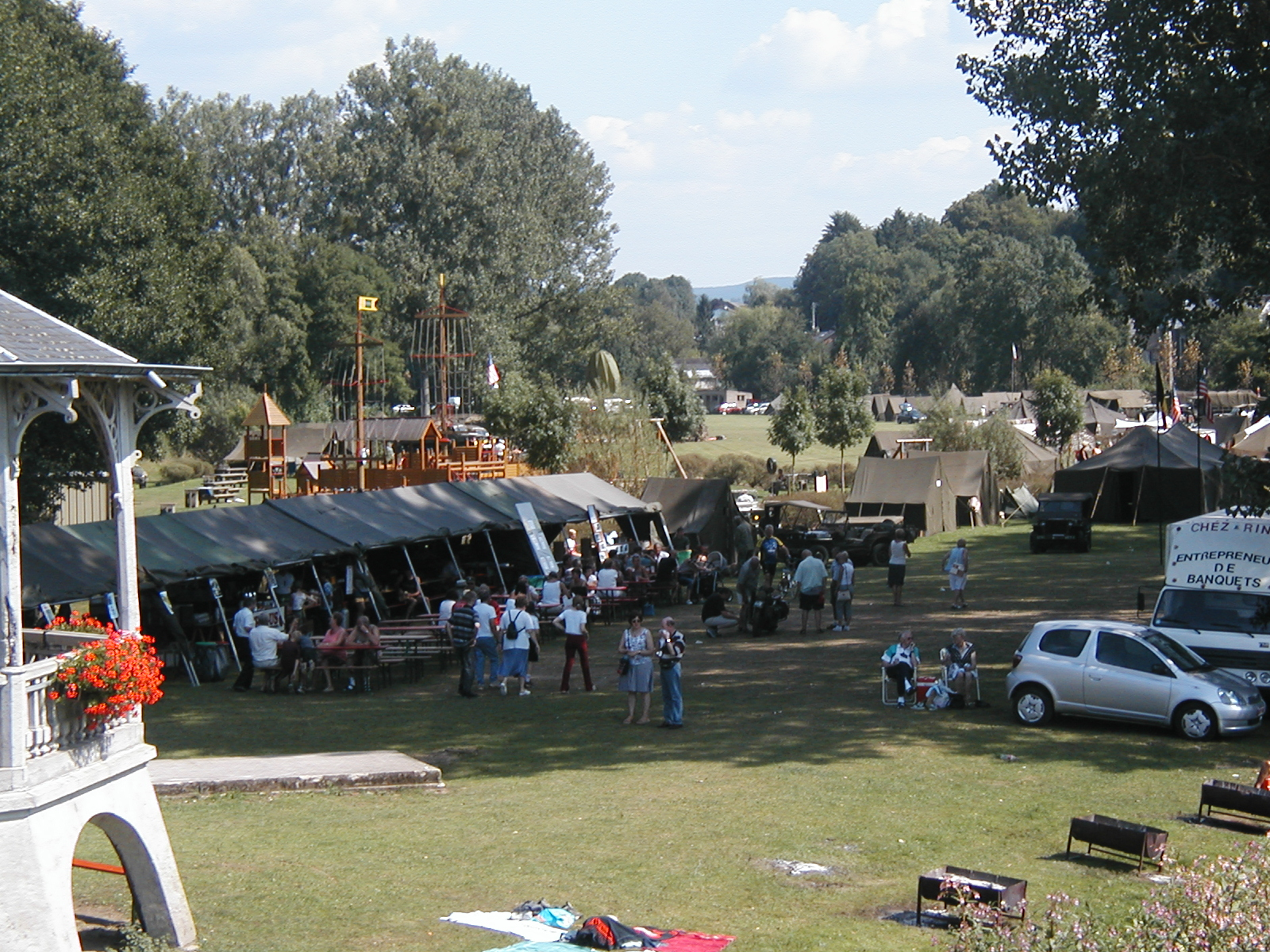
Herdenkingskampement Ardennenoffensief 2002

## Kernen

### Deelgemeenten
| # | Naam      | Opp. (km²) | Inwoners (2020) | Inwoners per km² | NIS-code |
| - | --------- | ---------- | --------------- | ---------------- | -------- |
| 1 | Hotton    | 26,70      | 3.352           | 126              | 83028A   |
| 2 | Hampteau  | 4,16       | 520             | 125              | 83028B   |
| 3 | Marenne   | 10,36      | 1.073           | 104              | 83028C   |
| 4 | Fronville | 15,80      | 688             | 44               | 83028D   |

### Overige kernen
In de deelgemeenten liggen nog verschillende andere dorpen en gehuchten, zoals Bourdon, Menil-Favay, Melreux, Monville, Deulin, Monteuville, Ny en Werpin. De status van het gehucht Fasol, gelegen tussen Marenne en Menil-Favay, is omstreden, aangezien het gehucht maar een paar huizen omvat.

## Geografie

### Ourthe
De rivier de Ourthe heeft een belangrijke rol in de gemeente. Zo snijdt de rivier het dorpscentrum van Hotton in tweeën en bezorgt hij 's zomers waterpret, maar 's winters overstroomt deze rivier, hetgeen tot jaarlijks terugkerende waterschade leidt.

### Aangrenzende gemeenten
Hotton grenst aan vijf naburige gemeenten: Rendeux in het zuidoosten, Érezée in het oosten, Durbuy in het noorden, Somme-Leuze in het westen in de provincie Namen en de gemeente Marche-en-Famenne in het zuiden.
| Aangrenzende gemeenten | Aangrenzende gemeenten | Aangrenzende gemeenten | Aangrenzende gemeenten | Aangrenzende gemeenten |
| ---------------------- | ---------------------- | ---------------------- | ---------------------- | ---------------------- |
|                        |                        | Durbuy                 |                        |                        |
|                        |                        |                        |                        |                        |
| Somme-Leuze (Nam)      | Érezée                 |                        |                        |                        |
|                        |                        |                        |                        |                        |
|                        |                        | Marche-en-Famenne      |                        | Rendeux                |

## Demografische evolutie

### Demografische evolutie voor de fusie
- Bronnen:NIS, Opm:1831 tot en met 1970=volkstellingen

### Demografische evolutie van de fusiegemeente
Alle historische gegevens hebben betrekking op de huidige gemeente, inclusief deelgemeenten, zoals ontstaan na de fusie van 1 januari 1977.
- Bronnen:NIS, Opm:1831 tot en met 1981=volkstellingen; 1990 en later= inwonertal op 1 januari

| Inwoners van jaar tot jaar op 1 januari 1992 tot heden | Inwoners van jaar tot jaar op 1 januari 1992 tot heden | Inwoners van jaar tot jaar op 1 januari 1992 tot heden |
| jaar                                                   | Aantal                                                 | Evolutie: 1992=index 100                               |
| ------------------------------------------------------ | ------------------------------------------------------ | ------------------------------------------------------ |
| 1992                                                   | 4.462                                                  | 100,0                                                  |
| 1993                                                   | 4.524                                                  | 101,4                                                  |
| 1994                                                   | 4.516                                                  | 101,2                                                  |
| 1995                                                   | 4.565                                                  | 102,3                                                  |
| 1996                                                   | 4.606                                                  | 103,2                                                  |
| 1997                                                   | 4.731                                                  | 106,0                                                  |
| 1998                                                   | 4.780                                                  | 107,1                                                  |
| 1999                                                   | 4.836                                                  | 108,4                                                  |
| 2000                                                   | 4.890                                                  | 109,6                                                  |
| 2001                                                   | 4.982                                                  | 111,7                                                  |
| 2002                                                   | 5.024                                                  | 112,6                                                  |
| 2003                                                   | 5.006                                                  | 112,2                                                  |
| 2004                                                   | 5.038                                                  | 112,9                                                  |
| 2005                                                   | 5.054                                                  | 113,3                                                  |
| 2006                                                   | 5.074                                                  | 113,7                                                  |
| 2007                                                   | 5.043                                                  | 113,0                                                  |
| 2008                                                   | 5.109                                                  | 114,5                                                  |
| 2009                                                   | 5.105                                                  | 114,4                                                  |
| 2010                                                   | 5.175                                                  | 116,0                                                  |
| 2011                                                   | 5.308                                                  | 119,0                                                  |
| 2012                                                   | 5.448                                                  | 122,1                                                  |
| 2013                                                   | 5.412                                                  | 121,3                                                  |
| 2014                                                   | 5.471                                                  | 122,6                                                  |
| 2015                                                   | 5.436                                                  | 121,8                                                  |
| 2016                                                   | 5.468                                                  | 122,5                                                  |
| 2017                                                   | 5.534                                                  | 124,0                                                  |
| 2018                                                   | 5.531                                                  | 124,0                                                  |
| 2019                                                   | 5.556                                                  | 124,5                                                  |
| 2020                                                   | 5.635                                                  | 126,3                                                  |
| 2021                                                   | 5.662                                                  | 126,9                                                  |
| 2022                                                   | 5.707                                                  | 127,9                                                  |
| 2023                                                   | 5.722                                                  | 128,2                                                  |
| 2024                                                   | 5.706                                                  | 127,9                                                  |
| 2025                                                   | 5.682                                                  | 127,3                                                  |

## Bezienswaardigheden
- De grotten van Hotton of de druipsteengrotten "les grottes de Mille et une Nuits" (de grotten van Duizend-en-één-Nacht) vormen de belangrijkste attractie van de gemeente Hotton.
- Het Rivéo ("Centre de l'interprétation de la rivière", Centrum voor de interpretatie van de rivier), met als onderwerp de flora en fauna van de Ourthe. Ook herbergt het Rivéo een midgetgolfbaan.
- Hotton War Cemetery, een Britse militaire begraafplaats met meer dan 600 gesneuvelden
- De Église Notre-Dame Consolatrice in Melreux stamt uit de 17e eeuw, maar werd in de Tweede Wereldoorlog volledig verwoest. De kerk werd heropgebouwd na de Tweede Wereldoorlog. In 1976 kreeg de kerk een Westenfelder-orgel. Voor de kerk bevindt zich het gemeentelijke monument voor de oorlogsslachtoffers.
- De Moulin Faber, een beschermde watermolen op een arm van de Ourthe.
- Het kasteel van Deulin in Deulin, gebouwd in de 18e eeuw, is het landgoed van de adellijke familie de Harlez.
- In het centrum van Hotton ligt in de Ourthe een eiland, het île de l'Oneux, met daarop een grote weide, een muziekkiosk en een speeltuin. Op het eiland vinden dikwijls festiviteiten plaats.
- Het gehucht Ny is vooral bekend voor zijn grote kasteelhoeve, le Château-Ferme de Ny, waar in de zomervakantie "Het Land van Ny" kindervakanties organiseert. Kinderen kunnen er kennismaken met biologische landbouw en in harmonie samenleven met de natuur.

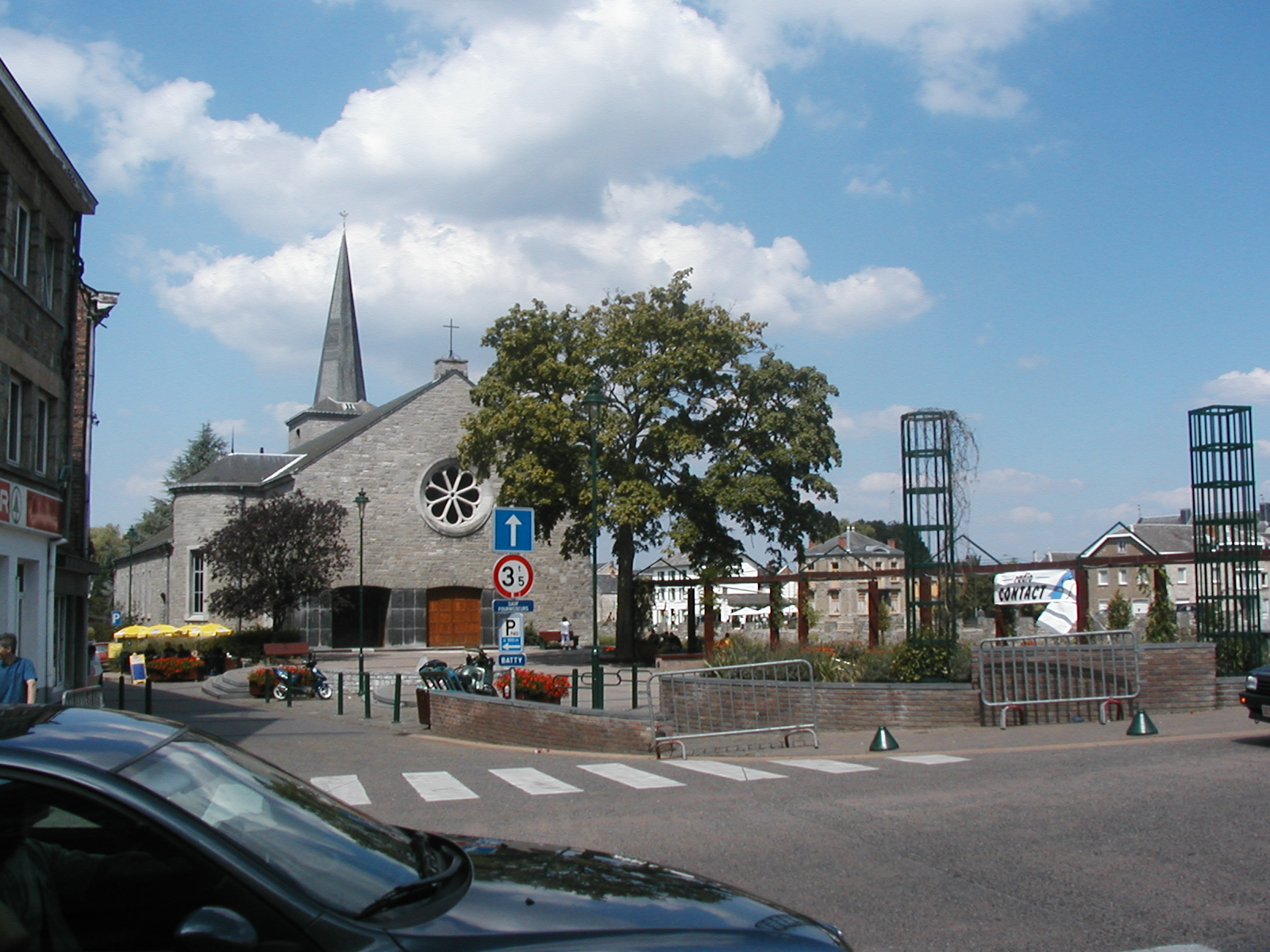
Hotton, kerk en centrum
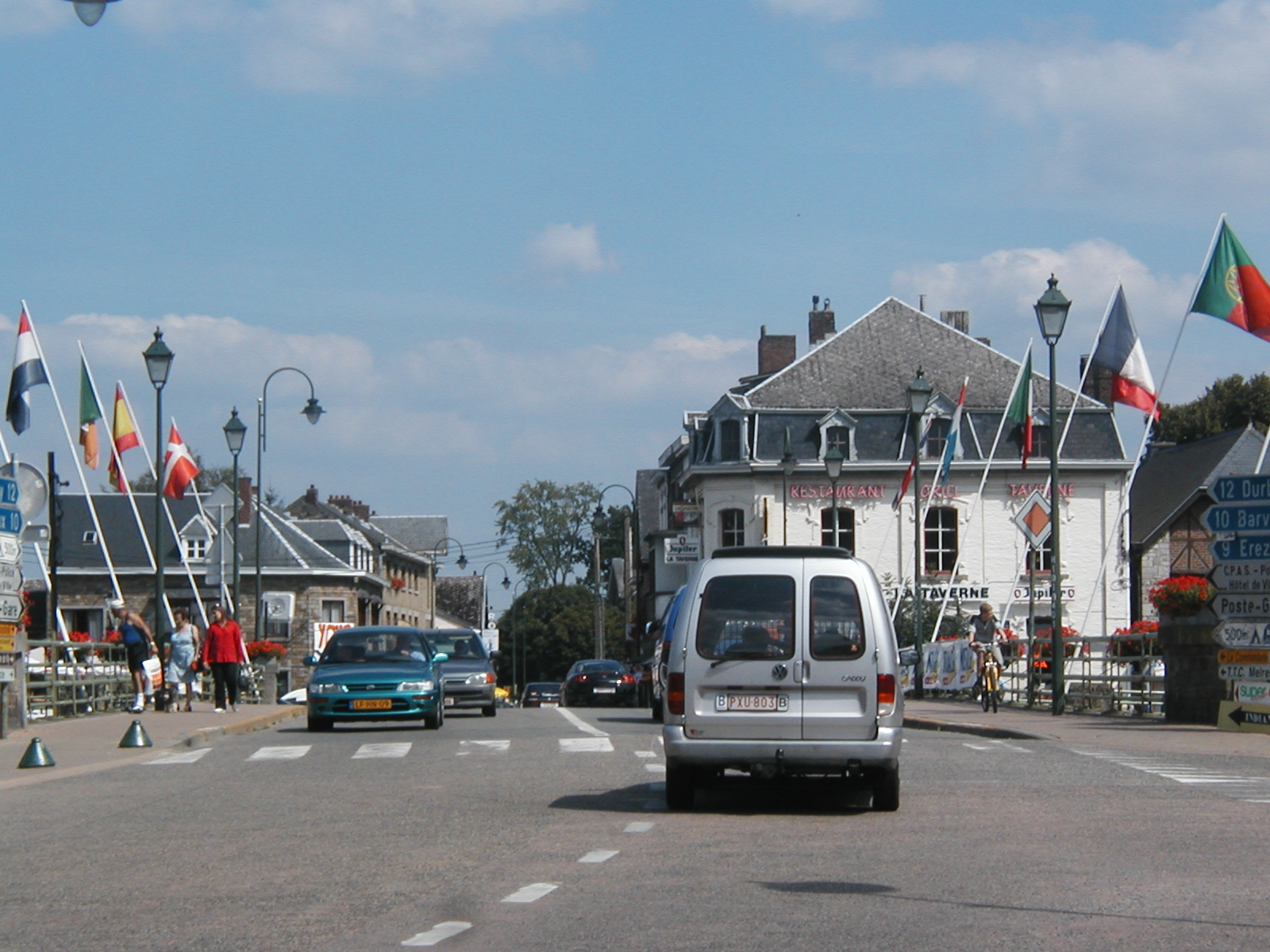
Brug over de Ourthe, straatzicht
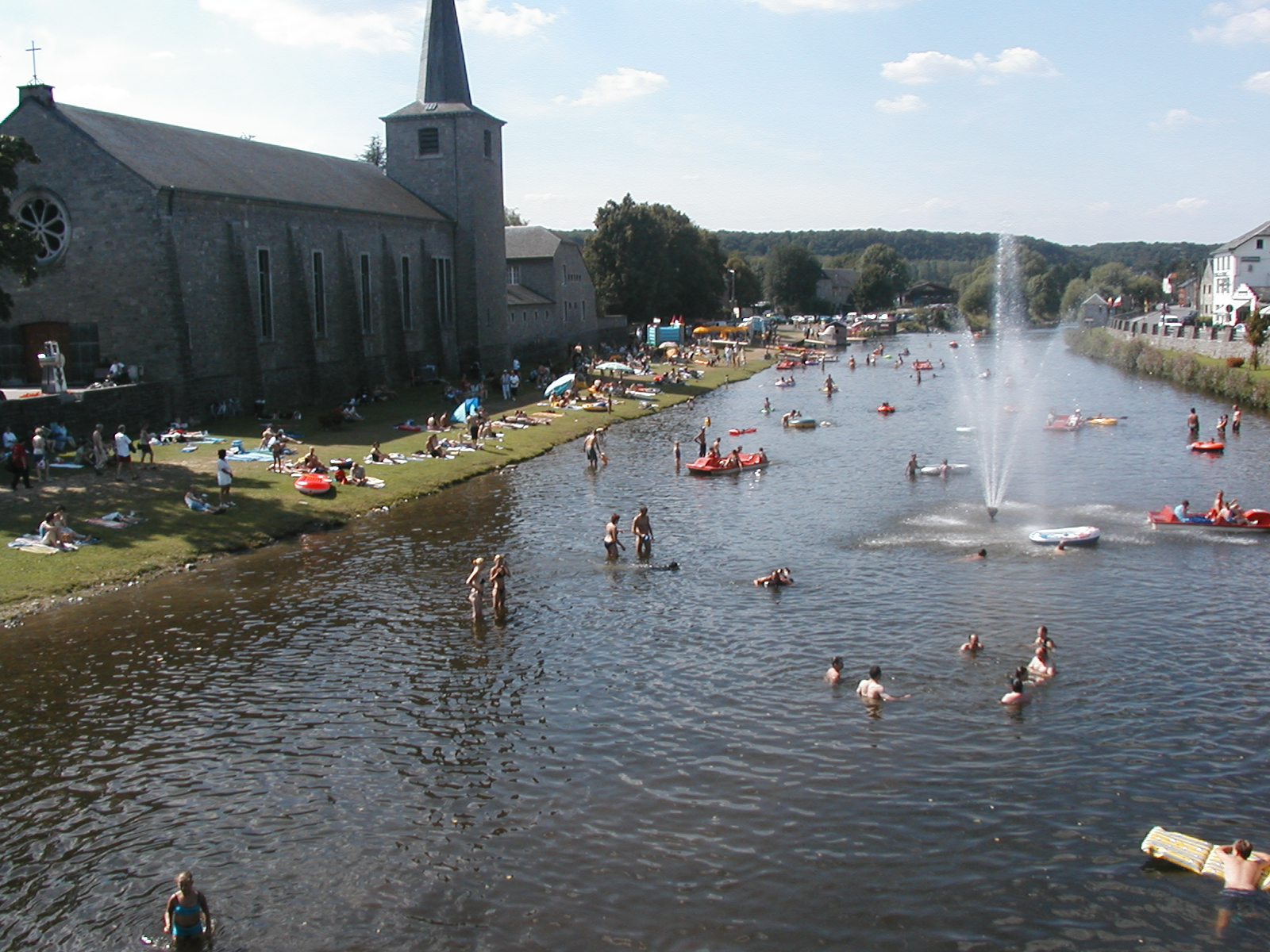
Waterpret op de Ourthe
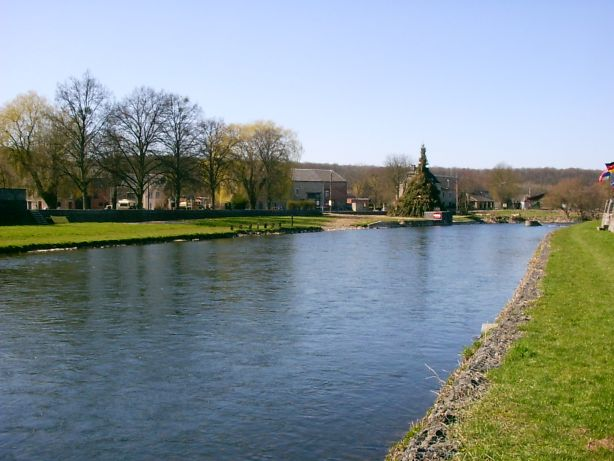
Ourthe bij Hotton (30 maart 2004)
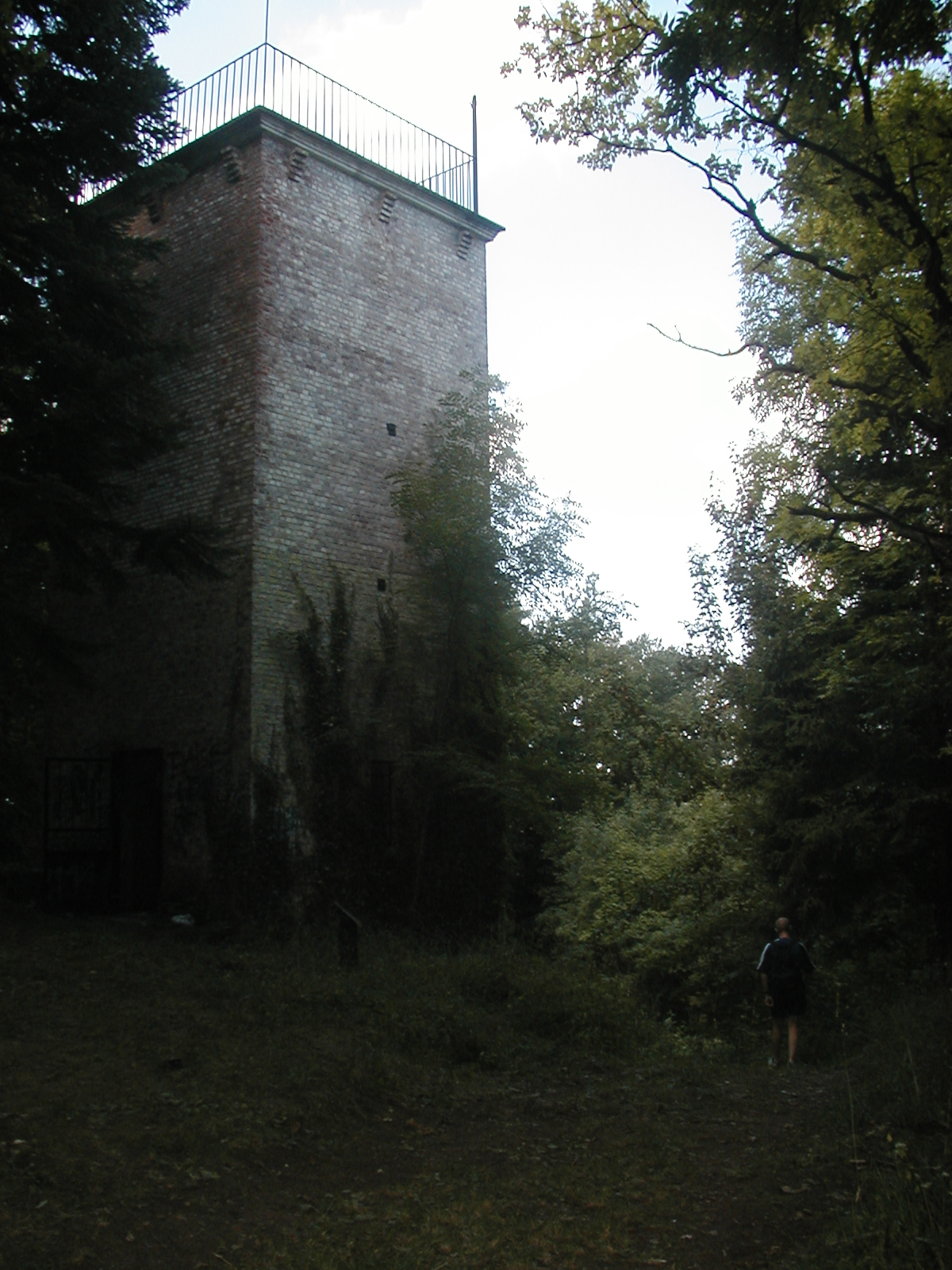
Ruïne in bos bij Hotton
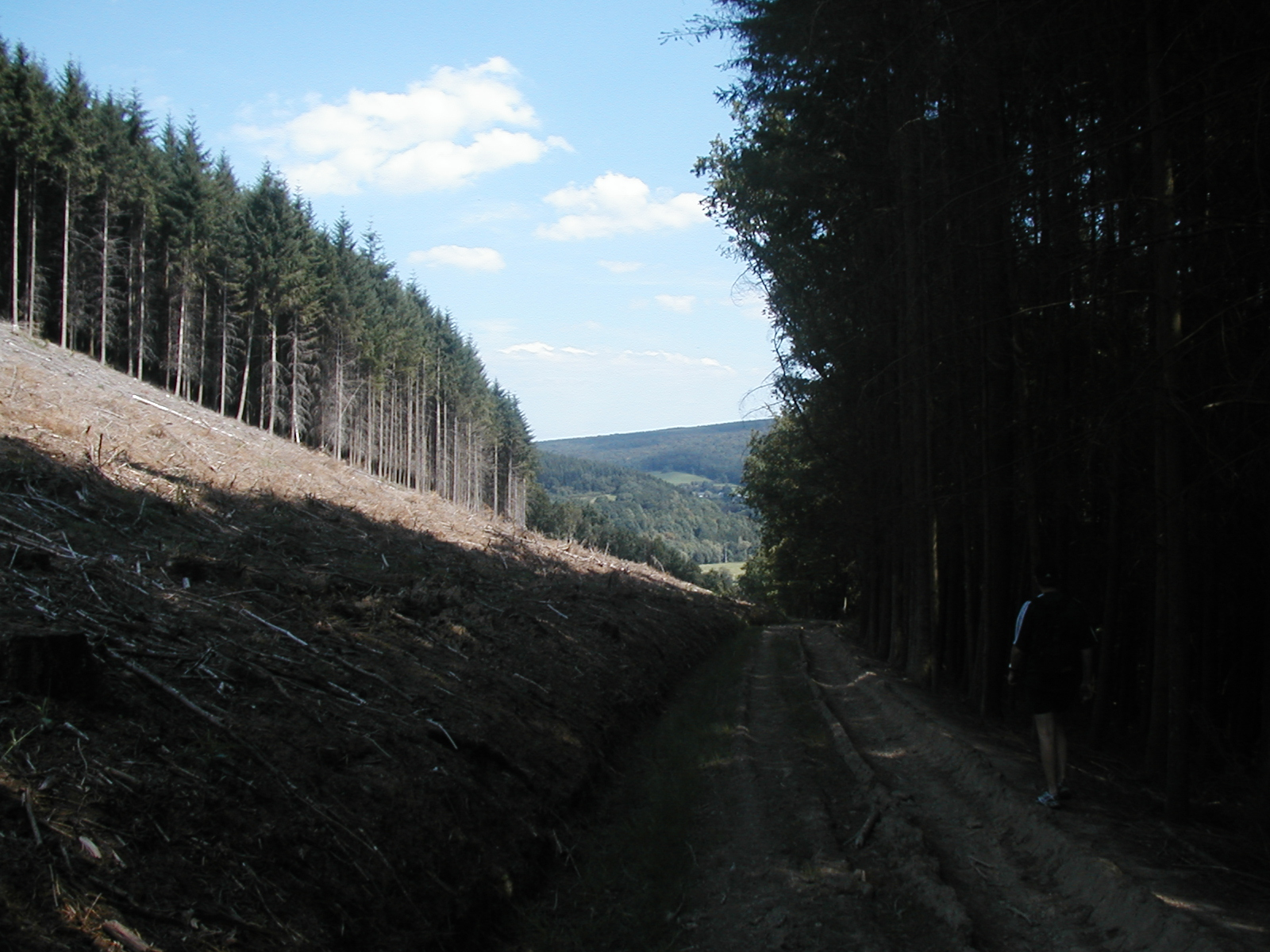
Bospad bij Hotton
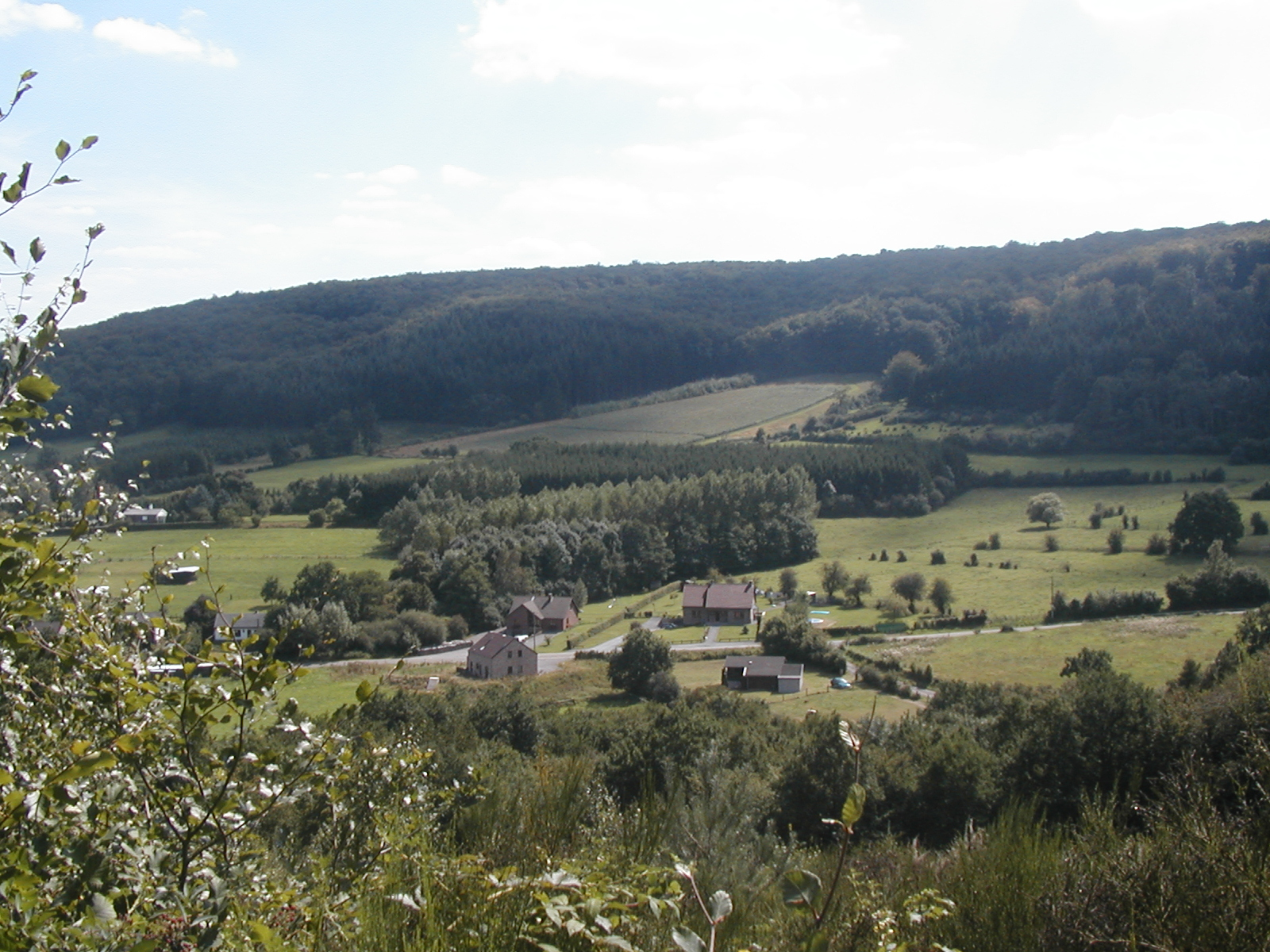
Vergezicht bij Hotton
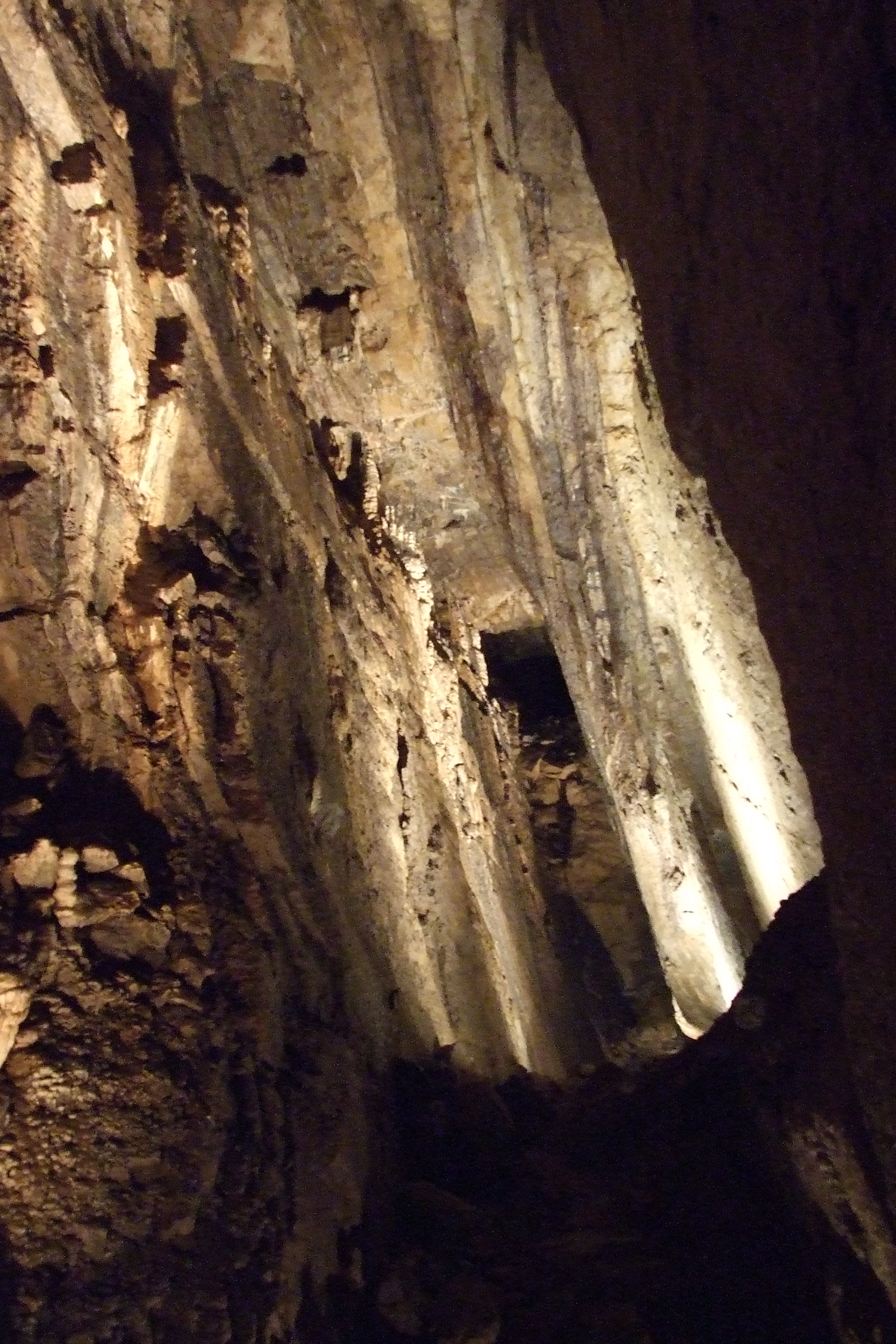
Grotten van Hotton
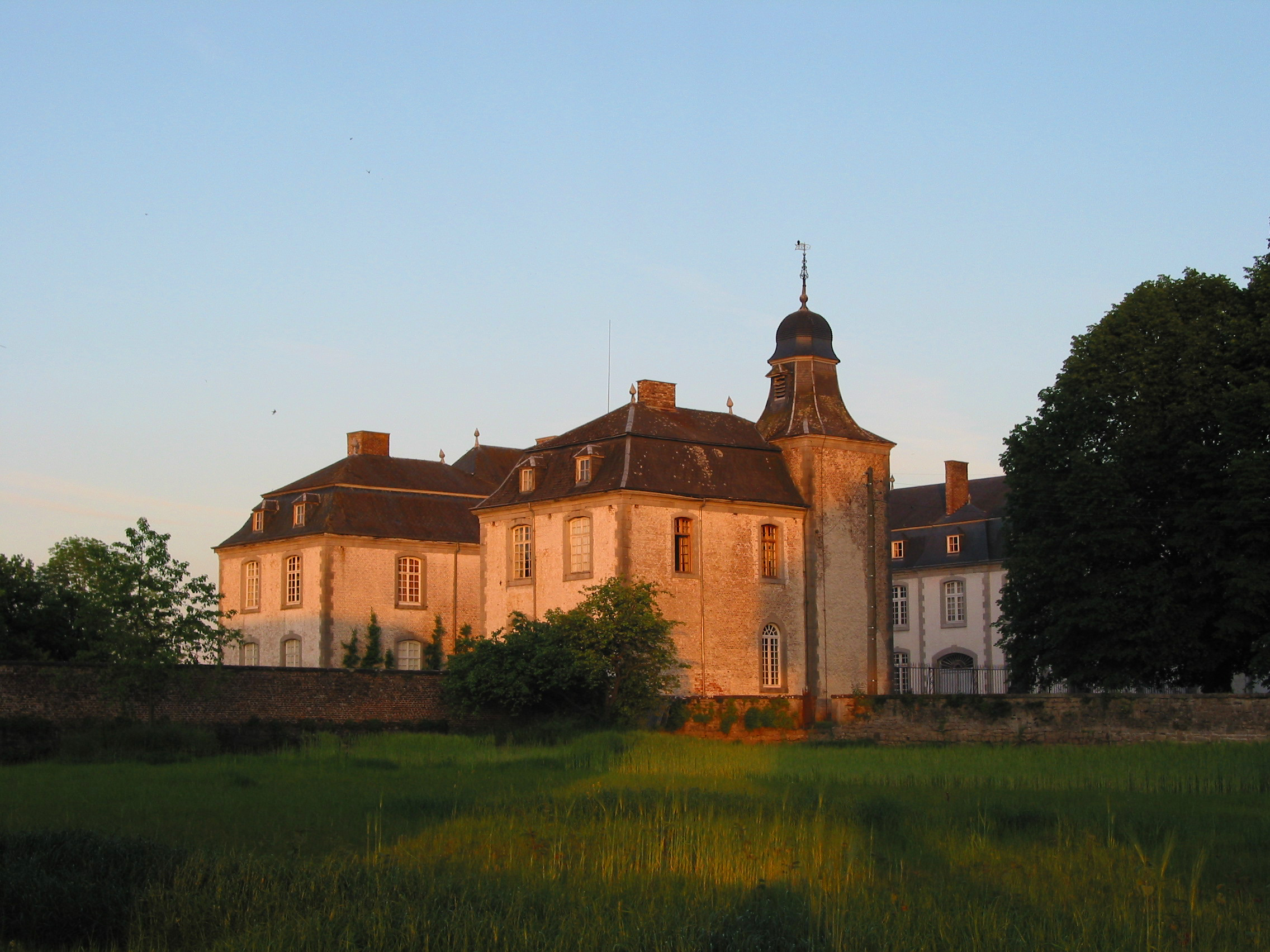
Kasteel van Deulin
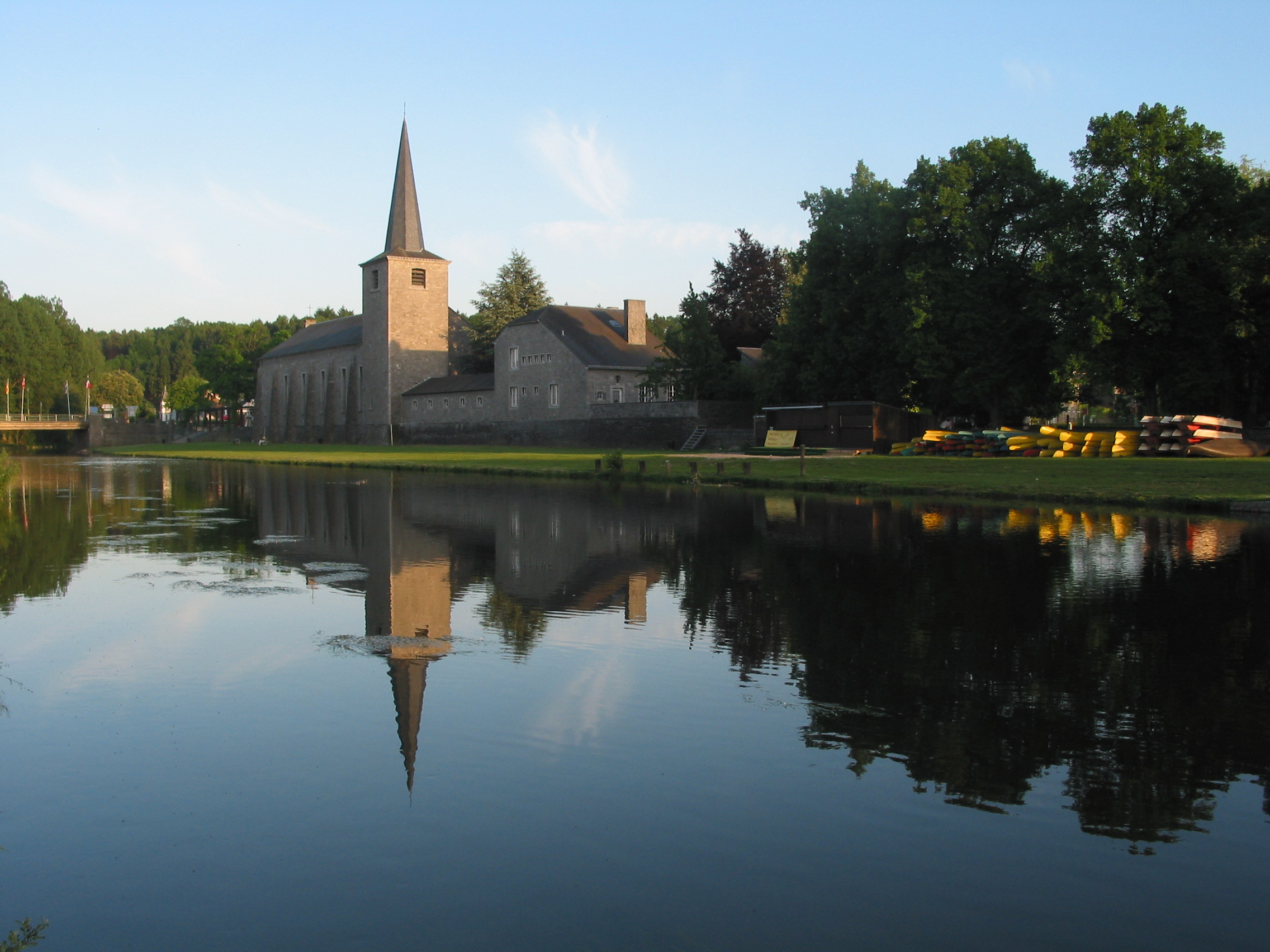
De kerk van Hotton
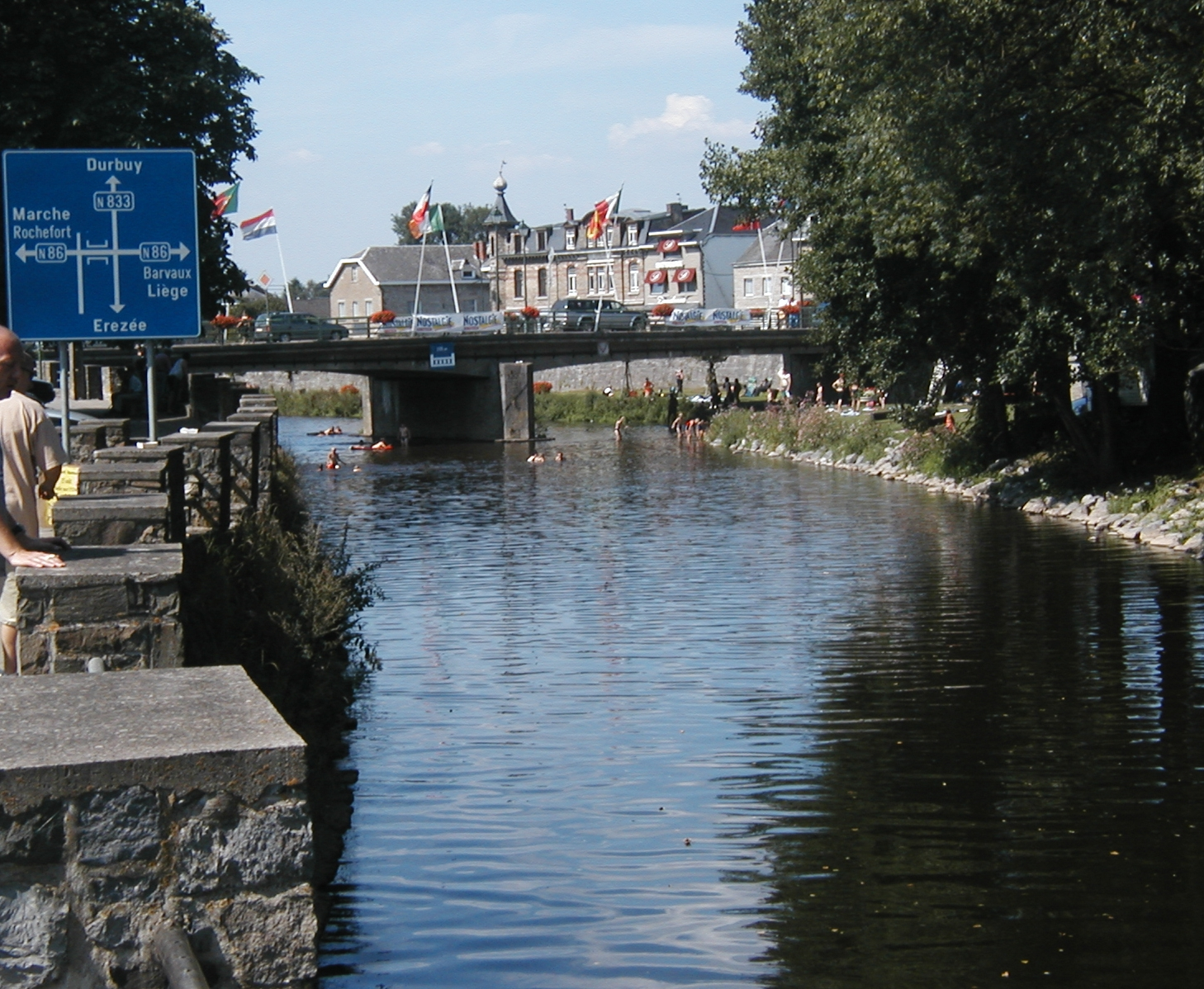
Brug over de Ourthe
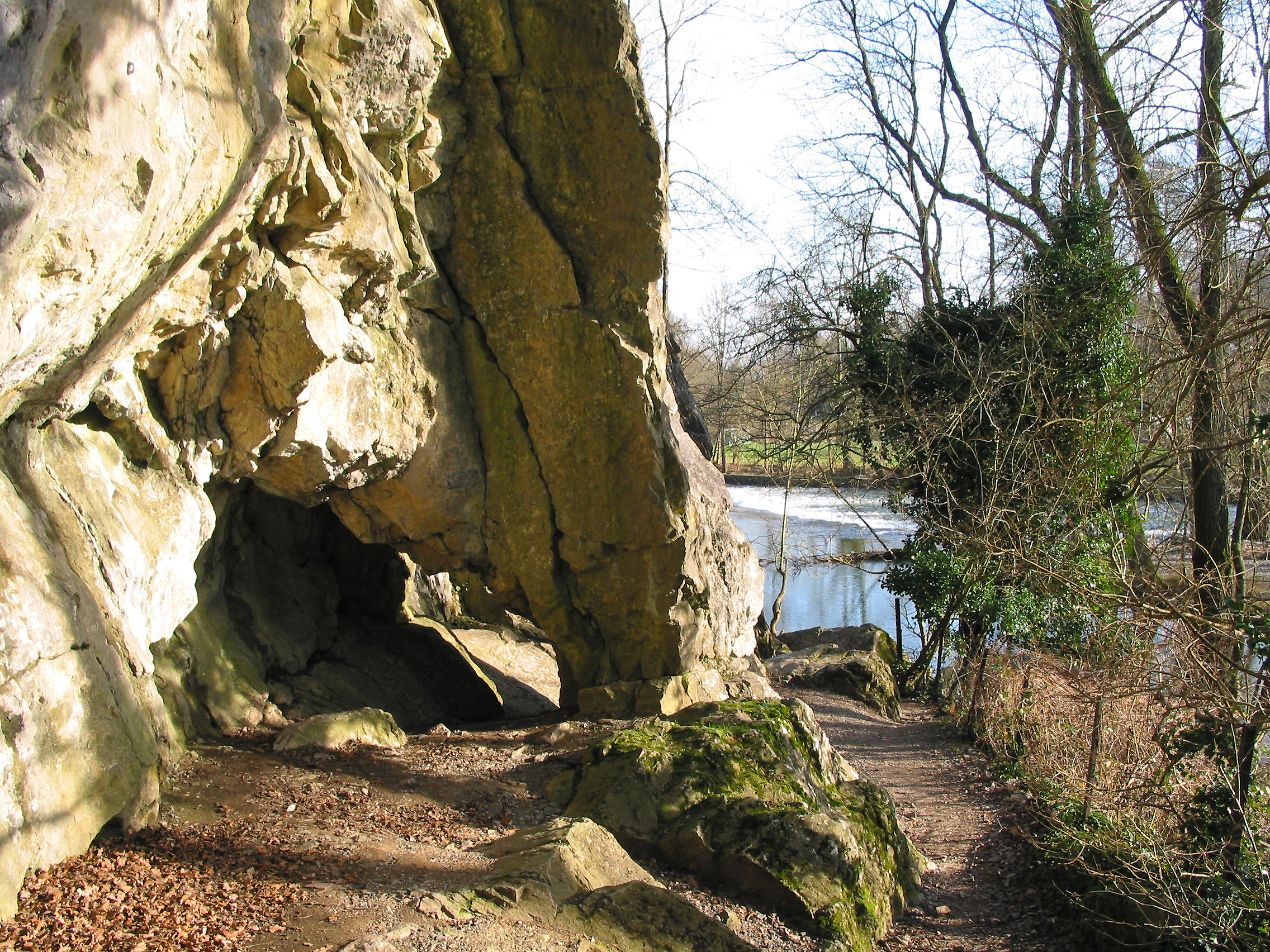
Ourthe
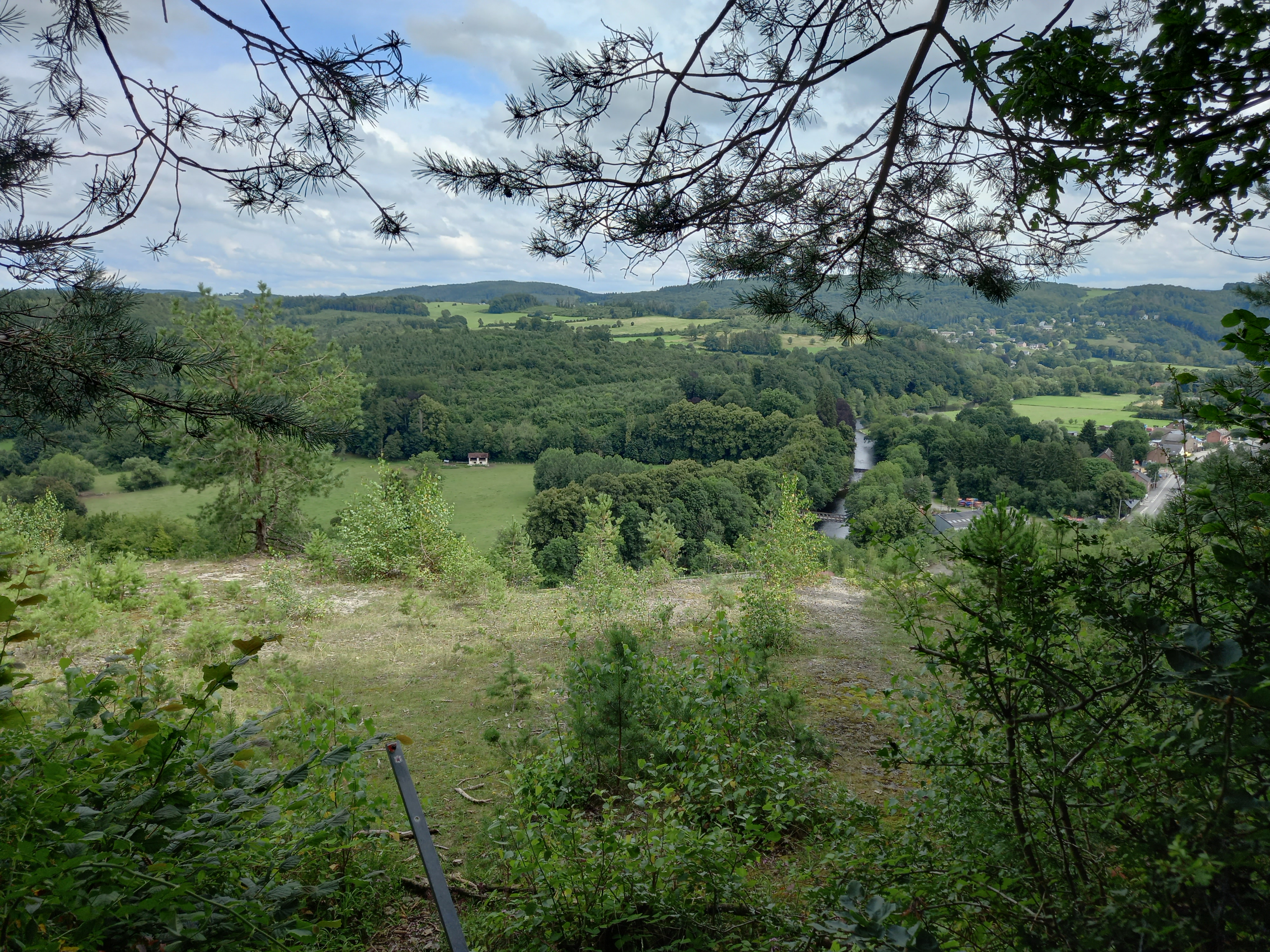
Uitzicht vanuit bos naast Grotten van Hotton

## Evenementen
- De markt van Hotton (zaterdag, eens in de twee weken) is 's zomers een vrij grote markt aan de rechteroever van de Ourthe.
- De kermis van Hotton (jaarlijks in augustus), is de grootste kermis van het arrondissement.
- Bij het kasteel van Deulin worden regelmatig antiekmarkten gehouden.

## Toerisme
Hotton is een van de toeristische gemeenten in de Ardennen in het noorden van de provincie Luxemburg. De gemeente telt verschillende restaurants, hotels, campings, vakantiehuizen, gastenkamers en een bungalowpark.

### Toeristische evenementen
- Hottons grootste en belangrijkste evenement is de Hottolfiades, een heteluchtballonnenfestival, waarbij jaarlijks in augustus tientallen heteluchtballonnen opstijgen.
- Melrock, een jaarlijks in de zomer gehouden rockfestival. De naam is een samentrekking van Melreux, waar het festival plaatsvindt, en rock.
- Ook op het Île d'Oneux wordt 's zomers het muziekfestival LaSemo gehouden. Op 4 maart 2013 werd bekend dat de editie 2013 wegens geldgebrek niet door zal gaan.

## Politiek
Bij de gemeentelijke fusies van 1977 werden Fronville, Hampteau en Marenne deelgemeenten van Hotton.

### Resultaten gemeenteraadsverkiezingen sinds 1976
| Partij                                         | 10-10-1976 | 10-10-1976 | 10-10-1982 | 10-10-1982 | 9-10-1988 | 9-10-1988 | 9-10-1994 | 9-10-1994 | 8-10-2000 | 8-10-2000 | 8-10-2006 | 8-10-2006 | 14-10-2012 | 14-10-2012 | 14-10-2018 | 14-10-2018 | 13-10-2024 | 13-10-2024 |
| Stemmen / Zetels                               | %          | 13         | %          | 13         | %         | 15        | %         | 15        | %         | 15        | %         | 17        | %          | 17         | %          | 17         | %          | 17         |
| ---------------------------------------------- | ---------- | ---------- | ---------- | ---------- | --------- | --------- | --------- | --------- | --------- | --------- | --------- | --------- | ---------- | ---------- | ---------- | ---------- | ---------- | ---------- |
| UDP1 / PS2 / ALT.883 / AIC4 / MAYEUR5 / H12.O6 | 17,491     | 2          | 16,182     | 1          | 21,733    | 3         | 37,424    | 6         | 48,35     | 9         | 53,085    | 10        | 36,585     | 7          | 46,556     | 8          | 47,386     | 9          |
| E.C.                                           | 43,55      | 6          | 41,33      | 6          | 31,81     | 5         | 34,93     | 5         | 23,63     | 3         | 28,26     | 5         | 42,61      | 8          | 28,64      | 5          | 24,53      | 4          |
| IC1 / V.E.2                                    | 38,961     | 5          | 42,492     | 6          | 18,492    | 2         | -         |           | -         |           | -         |           | -          |            | -          |            | -          |            |
| UNION1 / PRL-MCC2 / MR3 / U.C.4                | -          |            | -          |            | 27,971    | 5         | 27,651    | 4         | 15,832    | 2         | 13,913    | 2         | 16,054     | 2          | 24,814     | 4          | 28,094     | 4          |
| CCH                                            | -          |            | -          |            | -         |           | -         |           | 12,24     | 1         | -         |           | -          |            | -          |            | -          |            |
| IC                                             | -          |            | -          |            | -         |           | -         |           | -         |           | 4,75      | 0         | -          |            | -          |            | -          |            |
| FNW                                            | -          |            | -          |            | -         |           | -         |           | -         |           | -         |           | 2,82       | 0          | -          |            | -          |            |
| V. Ensemble                                    | -          |            | -          |            | -         |           | -         |           | -         |           | -         |           | 1,94       | 0          | -          |            | -          |            |
| Totaal stemmen                                 | 2221       | 2221       | 2716       | 2716       | 2930      | 2930      | 3094      | 3094      | 3381      | 3381      | 3548      | 3548      | 3745       | 3745       | 3931       | 3931       | 3901       | 3901       |
| Opkomst %                                      |            |            |            |            | 95,6      | 95,6      | 95,91     | 95,91     | 95,83     | 95,83     | 96,75     | 96,75     | 93,48      | 93,48      | 93,40      | 93,40      | 89,64      | 89,64      |
| Blanco en ongeldig %                           | 1,89       | 1,89       | 4,86       | 4,86       | 4,2       | 4,2       | 5,07      | 5,07      | 6         | 6         | 5,75      | 5,75      | 5,18       | 5,18       | 4,86       | 4,86       | 5,64       | 5,64       |

### Burgemeesters
Burgemeesters van Hotton waren:
- ?-1991: Jean-Henri Dewez
- 1992-1994: Raymond Gilloteaux
- 1995-2012: Philippe Courard (landelijk: PS) (lokaal: Mayeur)
  - 2000-2006: Pol Lovinfosse (waarnemend)(Mayeur)
  - 2006-2012: Françoise Jeanmart (waarnemend)(Mayeur)
- 2012-2022: Jacques Chaplier (Entente Communale)
- 2022-2024: Martine Schmit (Entente Communale)
- 2024-heden: Philippe Courard (H12.O)

## Geboren in Hotton
- Muriel Gerkens (1957), politica voor Ecolo in Luik
- Guillaume de Waha-Baillonville (1615), priester, filosoof en geesteswetenschapper

## Vervoer
Hotton ligt aan spoorlijn 43 en heeft één treinstation, station Melreux-Hotton. Hiervandaan vertrekt elk uur een trein in beide richtingen (Jemelle/Herstal). In het weekeinde en op feestdagen vertrekt er maar één trein per twee uur in beide richtingen. Daarnaast is Hotton aangesloten op het busnetwerk van de TEC. De belangrijke lijn 13 (één keer per uur in beide richtingen), verbindt het station Melreux-Hotton met La Roche-en-Ardenne.
Het dorp Hotton ligt op het kruispunt van de N86, de N833 en de N807.

## Sport

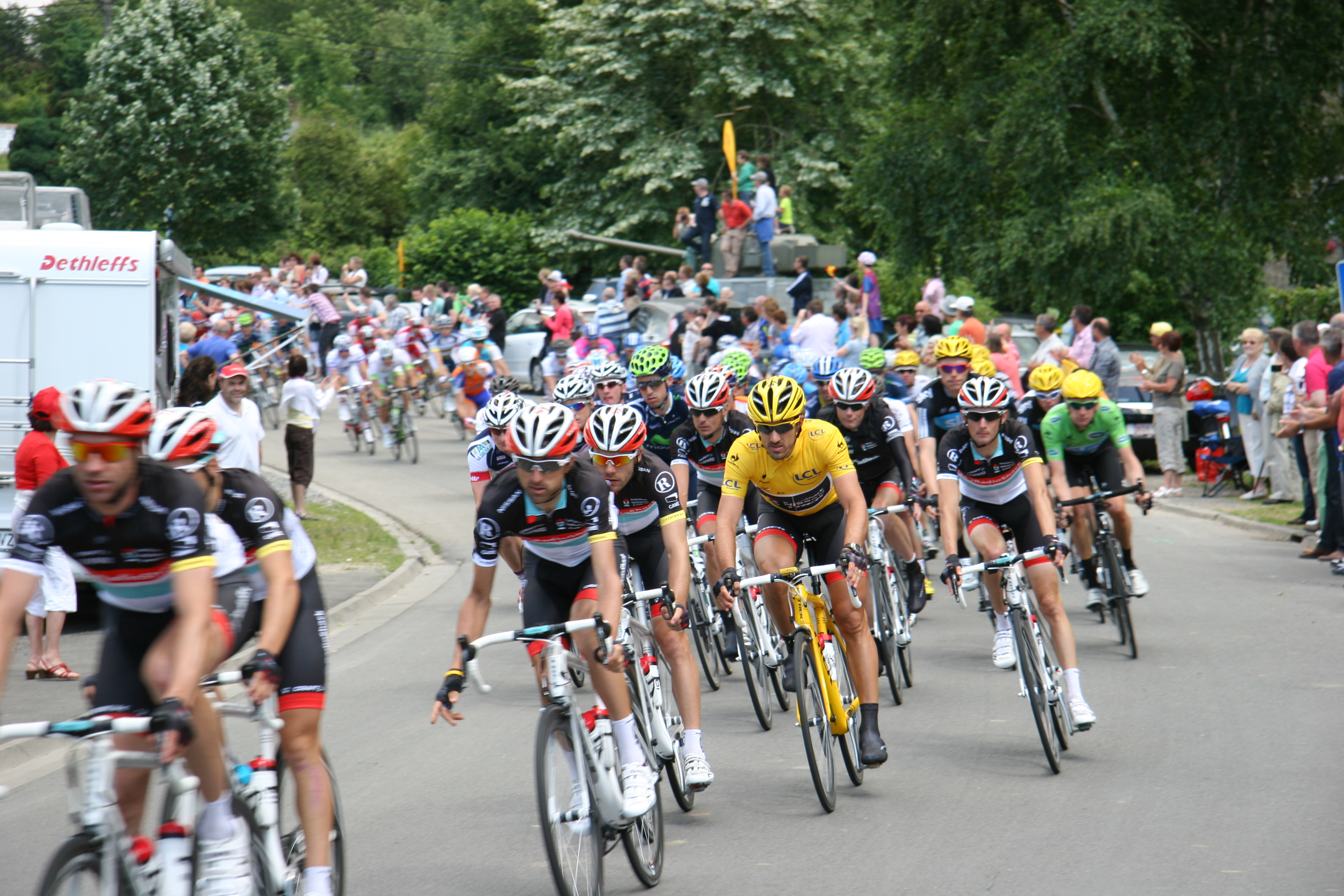
Ronde van Frankrijk in Hotton

Op 9 mei 2006 was Hotton de aankomstplaats van de derde etappekoers van de editie 2006 van de Ronde van Italië. Op 1 juli 2012 passeerde hier de 99ste editie van de Ronde van Frankrijk.
Voetbalclub RFC Hottonnais is aangesloten bij de KBVB en actief in de provinciale reeksen. In de gemeente zijn ook de clubs RUS Melreux en Jeunesse Bourdon bij de KBVB actief.